# Micrurina michaelseni
Micrurina michaelseni är en djurart som tillhör fylumet slemmaskar, och som beskrevs av Stiasny-Wijnhoff 1942. Micrurina michaelseni ingår i släktet Micrurina och familjen Cerebratulidae. Inga underarter finns listade i Catalogue of Life.